# 烏斯季亞 (伯沙德區)
48°22′40″N 29°39′38″E / 48.37778°N 29.66056°E
烏斯季亞（烏克蘭語：Устя），是烏克蘭的村落，位於該國西南部文尼察州，由海辛區負責管轄，始建於1400年，面積4.62平方公里，2001年人口2,610，人口密度每平方公里56.55人。